# Qualificação de tipo

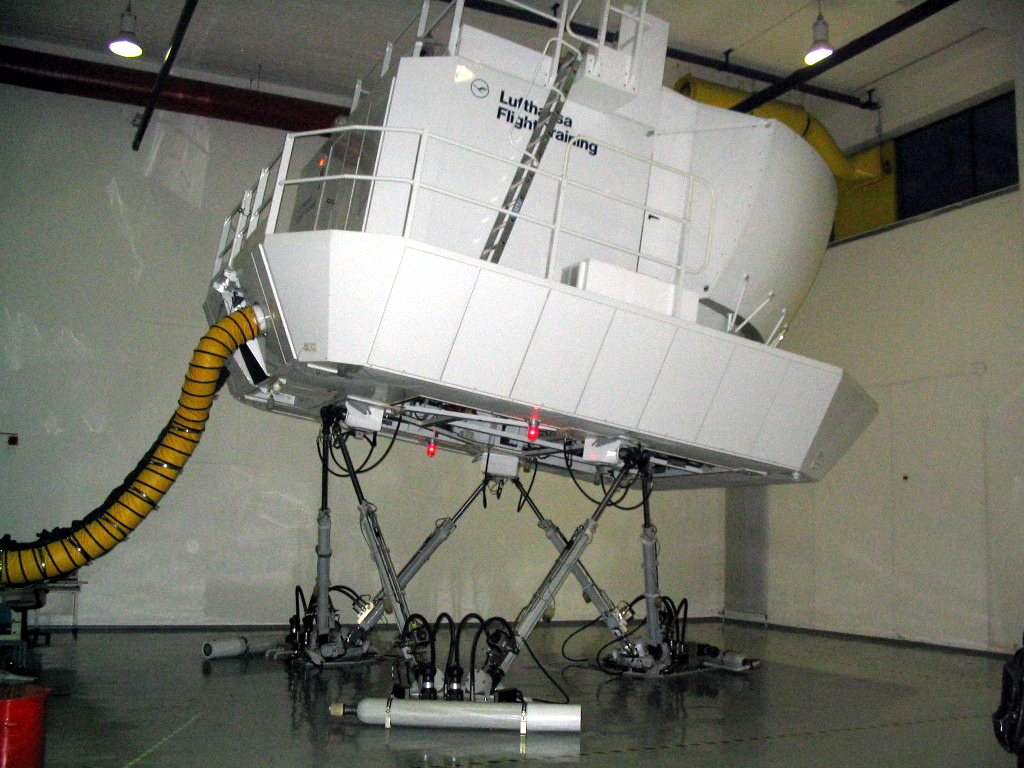
O treinamento completo em simulador de voo faz parte de uma certificação de qualificação de tipo de piloto

Uma qualificação de tipo é uma autorização inserida ou associada a uma licença de piloto e que faz parte dela, declarando os privilégios ou limitações do piloto pertencentes a determinado tipo de aeronave. Tal qualificação requer treinamento adicional além do escopo da licença inicial e treinamento de classe de aeronave.